# Bob Woytowich
Robert Ivan Woytowich (Winnipeg, 18 agosto 1941 – Winnipeg, 30 luglio 1988) è stato un hockeista su ghiaccio canadese che nel corso della carriera ha giocato in National Hockey League e nella World Hockey Association.

## Carriera
Woytowich giocò a livello giovanile per diverse stagioni nella lega giovanile del Manitoba fino al 1962, anno in cui esordì stabilmente fra i professionisti dopo una prima breve esperienza in Western Hockey League. Nella stagione 1962-63 giocò con i Sudbury Wolves nella , mentre nella stagione successiva giocò in Central Hockey League entrando nel First All-Star Team.
Nella stagione 1963-1964 Woytowich fece il proprio esordio in National Hockey League con la maglia dei Boston Bruins, formazione per cui militò tre anni oltre a un breve prestito in American Hockey League presso gli Hershey Bears.
Nell'estate del 1967 in occasione dell'NHL Expansion Draft fu selezionato dai Minnesota North Stars, formazione con cui giocò una sola stagione. Nel 1968 si trasferì ai Pittsburgh Penguins restandovi fino al febbraio del 1972; nel corso della stagione 1969-70 fu scelto per rappresentare i Penguins in occasione dell'NHL All-Star Game.
Dopo aver concluso la stagione 1971-72 con i Los Angeles Kings Woytowich nell'estate del 1972 lasciò la NHL per trasferirsi nella neonata World Hockey Association con la maglia dei Winnipeg Jets. Rimase nella WHA giocando inoltre per i Indianapolis Racers prima di ritirarsi nel 1978 dopo una stagione disputata nella North American Hockey League.
Dieci anni dopo il ritiro Woytowich fu colto da un infarto alla guida del suo veicolo e morì in seguito all'impatto contro un palo della luce.

## Palmarès

### Individuale
- NHL All-Star Game: 1

1970
- CPHL First All-Star Team: 1

1963-1964